# 方位鏡
方位鏡（ほういきょう。英: Azimuth mirror) は羅針盤に設置して使用するプリズムを利用した航海計器補助具

## 解説
船舶用の羅針盤、コンパスの盤上に設置してプリズムの効果で対象物を確認しながらコンパスの指針を確かめられる。
利用方法にはarrowupとaarrowdownとがありそれぞれ第一法と第ニ法がある。